# Bassam Aouil
Bassam Aouil (ur. 20 marca 1962 w Himsie w Syrii) – polsko-syryjski psycholog i seksuolog, od 1995 profesor nadzwyczajny Uniwersytet Kazimierza Wielkiego w Bydgoszczy. Współpracuje z różnymi uczelniami w Polsce, jak UMK w Toruniu, WSB w Toruniu i w Bydgoszczy, a także z WSH i WSHE. Prowadzi swoją praktykę psychologiczną i seksuologiczną w Centrum Gaudium Vitae w Bydgoszczy.

## Życiorys
W roku 1986 ukończył studia psychologiczne na Wydziale Pedagogiki Uniwersytetu w Damaszku (Syria). W latach 1986–1987 pełnił funkcję asystenta na tymże wydziale. W roku 1992 uzyskał stopień doktora nauk psychologicznych na Akademii Nauk Pedagogicznych w Moskwie. W latach 1992–1994 był zatrudniony w Departamencie Badań Naukowych Ministerstwa Edukacji w Damaszku. Na studiach w Moskwie poznał swoją przyszłą małżonkę i zdecydował się zamieszkać w Bydgoszczy. Był profesorem w Katedrze Psychologii Klinicznej Instytutu Psychologii Uniwersytetu Kazimierza Wielkiego od 1994 do 2018 roku.
Zajmuje się zdrowiem psychicznym i seksualnym i funkcjonowaniem psychoseksualnym człowieka (również niepełnosprawnego) oraz rehabilitacją psychoseksualną i psychospołeczną osób niepełnosprawnych. Jest twórcą koncepcji „Pomoc Psychologiczna Online” w Polsce. Współpracował przy realizacji dwóch projektów europejskich (Cost i Daphne) na temat agresji elektronicznej i cyberprzemocy wśród młodzieży. Współpracuje z uniwersytetami w Damaszku i w Hossie (Syria), Rosyjską Akademią Kształcenia oraz Instytutem Pedagogiki Specjalnej w Moskwie, Akademią Nauk Pedagogicznych w Kijowie (Ukraina) oraz Uniwersytetem Pedagogicznym w Mińsku (Białoruś). Od 2005 jest prezesem zarządu głównego Polskiego Towarzystwa Terapeutycznego. W 2011 otrzymał Medal Komisji Edukacji Narodowej za szczególne zasługi dla oświaty i wychowania, jest ponadto laureatem nagród i odznaczeń m.in. PFRON-u, Województwa Kujawsko-Pomorskiego oraz Miasta Bydgoszcz. Zachował obywatelstwo syryjskie. Włada językami polskim, syryjskim, arabskim, rosyjskim i francuskim.

## Publikacje naukowe (wybór)
- Bassam Aouil: Psychospołeczne problemy rehabilitacji dzieci niepełnosprawnych. Monografia (w języku arabskim): Bejrut – Liban: Al.- Chajal,1999
- Bassam Aouil: Emocjonalno-społeczny i poznawczy rozwój dzieci z wadami słuchu. Monografia (w języku arabskim): Bejrut – Liban: Al.- Chajal, 1999/2000
- Bassam Aouil (red.): Człowiek niepełnosprawny: zagrożenia i szanse rozwoju: Wyższa Szkoła Pedagogiczna w Bydgoszczy, Instytut Psychologii: Bydgoszcz: Wydawnictwo Uczelniane WSP, 1999, ISBN 83-7096-306-4.
- Małgorzata Kościelska i Bassam Aouil (red.): Człowiek niepełnosprawny: sprawność w niepełnosprawności: Bydgoszcz: Wydawnictwo Akademii Bydgoskiej im. Kazimierza Wielkiego, 2003, ISBN 83-7096-480-X.
- Małgorzata Kościelska i Bassam Aouil (red.): Człowiek niepełnosprawny: rodzina i praca: Bydgoszcz: Wydawnictwo Akademii Bydgoskiej im. Kazimierza Wielkiego, 2004
- Bassam Aouil: Pomoc psychologiczna online: teoretyczne podstawy i praktyczne wskazówki: Bydgoszcz: Oficyna Wydawnicza Mirosław Wrocławski, 2008, ISBN 978-83-922233-2-2.
- Bassam Aouil et al.: Problemy wielokulturowości w medycynie: (red. nauk. Elżbieta Krajewska-Kułak, Irena Wrońska, Kornelia Kędziora-Kornatowska): Warszawa: Wydawnictwo Lekarskie PZWL, 2010, ISBN 978-83-200-4134-7 (Reprodukcja cyfrowa)
- Bassam Aouil, Kazimierz Czerwiński, Danuta Wosik-Kawala (red.): Internet w psychologii, psychologia w internecie: Toruń: Wydawnictwo Adam Marszałek ; Gniezno: Gnieźnieńska Szkoła Wyższa Milenium: 2011, ISBN 978-83-7611-965-6.
- Bassam Aouil et al.: Przemoc w rodzinie: analiza zjawiska na tle wybranych problemów społecznych: (red. nauk. Małgorzata Czerwińska-Jaśkiewicz): Świdwin: Powiatowe Centrum Pomocy Rodzinie, 2013, ISBN 978-83-63503-14-7.
- Bassam Aouil, Kazimierz Czerwiński, Danuta Wosik-Kawala: Internet w psychologii, psychologia w Internecie: Toruń: Wydawnictwo Adam Marszałek ; Gniezno: Gnieźnieńska Szkoła Wyższa Milenium, 2014, ISBN 978-83-7780-866-5.
- Bassam Aouil et al.: Sex – Miłość – Związki, Współczesne oblicza: Kraków, 2017, ISBN 978-83-60391-96-9, ss. 196
- Bassam Aouil et al.: Seksualność bez szufladkowania, w niepełnosprawności, chorobie i w trudnych sytuacjach życiowych. Wyd. PTT, 2018, ISBN 978-83-951631-3-5.
- Bassam Aouil et al.:" Seksualizacja, Seksoedukacja , Psycho-Sex-Terapia". Wyd. PTT : Kraków, 2019.
- Bassam Aouil et al.:" Psychospołeczne i seksualne konsekwencje Pandemii COVID-19, Wyzwania dla terapeutów". Wyd.PTT,2021r.